# Ірраціональна ескалація
Ірраціональною ескалацією або ескалацією прив'язаності називають базовану на когнітивному викривленні поведінку людини, коли вона відчуває себе зобов'язаною підтримувати рішення, прийняті раніше, певними діями чи вкладанням нових ресурсів, незважаючи на те, що це рішення виявилося неефективним чи хибним .
За Брокнером та Стоу/Росс поведінку можна описати як ірраціональну ескалацію, коли виконуються такі умови: 
1. вже були інвестовані значні ресурси (гроші, час, емоції);
2. не обов'язково продовжувати дотримуватися попереднього рішення;
3. людина має вибір, чи продовжувати вкладати ресурси в підтримання попереднього рішення, чи ні.

Більшість людей, опинившись у такій ситуації, вирішує продовжувати інвестувати в попереднє рішення і надалі.
Ірраціональна ескалація була вперше описана Баррі М. Стоу в його роботі 1976 року «По коліно у болоті: дослідження зростання прив'язаності до обраного напрямку дій» (англ. Knee deep in the big muddy: A study of escalating commitment to a chosen course of action). Пізніше також почав вживатися термін омана неповоротних витрат для опису феномену, коли люди виправдовують зростаючі вкладення у рішення, спираючись на кумулятивний ефект попередніх вкладень, незважаючи на те, що нові докази свідчать, що починаючи з поточного дня витрати на продовження якогось шляху дій переважають очікуваний зиск від нього. Це можуть бути грошові вкладення або навіть — у випадку військової стратегії — людські життя.
Термін також використовується, щоб описати неоптимальний процес прийняття рішень в бізнесі, політиці та азартних іграх. Зокрема, цей термін був використаний для опису втягування США у військові конфлікти, включно з В'єтнамом в 1960-1970 роки та Іраком в 2000-і, коли безповоротні втрати,  як фінансові, так і людські, використовувалися для виправдання їх продовження.
Крім того, «ірраціональна ескалація» (деколи також називається «ірраціональна ескалація прив'язаності» або «упередження прив'язаності») — це термін, який часто використовується в психології та соціології для позначення ситуації, коли люди приймають ірраціональні рішення на основі раціональних рішень у минулому або виправдовують ними вже здійснені дії. Приклади таких дій часто можна побачити на аукціонах; ті, хто купують, часто за фактом сплачують значно більшу ціну, ніж предмет торгів коштує насправді, щоб виправдати початкові витрати, пов'язані з торгами (наприклад, дослідження). Це наслідок змагального інстинкту.

## Чотири визначальні групи чинників
Основними групами чинників, що змушують вкладатись у збиткову справу, є:
- соціальні;
- психологічні;
- проектні;
- структурні.

## Приклади
- доларовий аукціон[en] — уявний експеримент, який демонструє це когнітивне упередження;
- вважається, що після гарячого та агресивного процесу торгів Робер Кампо виклав за мережу Bloomingdale's на 600 мільйонів доларів більше за її справедливу вартість. Газета «Уолл-стріт джорнелl» відмічала, що «йдеться вже не про ціну, а про его». Невдовзі після придбання Кампо оголосив про своє банкрутство.[6]
- Стоу та Гоанг провели дослідження в Національній баскетбольній асоціації, у якому перевірили, чи впливає порядок, в якому гравців наймали у команду, на тривалість їхньої гри та ймовірність їхньої заміни. Дослідження однозначно показало, що гравці, найняті до складу НБА раніше, отримували більше ігрового часу, їх рідше продавали іншим клубам та загалом їхній час перебування в НБА виявлявся довшим. Загалом дослідники дійшли висновку, що вирішальними під час прийняття рішень щодо залученості гравців виявлялися саме вже вкладені в них кошти, а не фактичні успіхи гравців на ігровому полі. Отже, у великому спорті ірраціональна ескалація може призводити до того, що більше замовлень отримують слабші гравці, в яких вже було вкладено багато грошей, а не нові сильні гравці.
- в повсякденні прикладом ірраціональної ескалації може бути поведінка людини, яка продовжує чекати на автобус у ситуації, коли вже давно могла пройти цю відстань пішки.
- японська медіакорпорація SoftBank Group вклала значні кошти у порятунок компанії WeWork у 2019.
- ірраціональної ескалації зазнають 30-40% проектів з розробки програмного забезпечення: відсутність вчасного "фідбеку" від користувачів перешкоджає об'єктивно оцінити перспективність проектів[7].
- ірраціональну ескалацію використовують деякі із шахрайських схем, як, наприклад, Нігерійські листи, коли люди продовжують вкладати гроші в підозрілі пропозиції, хоча іншим, не втягнутим в справу людям очевидно, що йдеться про обман.
- Великий бостонський тунель, найдорожчий проект в історії будівництва США.
- будівництво Євротунелю під Ла-Маншем: витрати на проєкт на 80 % перевищили заплановані, а його концесіонер, Євротунель, переоцінив потік транспорту і мав фінансові ускладнення.
- зведення Берлінського аеропорту в Берліні, витрати на який на 2019 рік на 6,5 мільярдів євро перевищили заплановані, а час на будівництво затягнувся на 10 років. Політики та економісти висловлювали сумніви щодо завершення цього проекту, але у відповідь звучав контраргумент, що проект "надто дорогий, щоб кинути його".